# Somatolophia vatia
Somatolophia vatia är en fjärilsart som beskrevs av Frederick H. Rindge 1980. Somatolophia vatia ingår i släktet Somatolophia och familjen mätare. Inga underarter finns listade i Catalogue of Life.